# Venom Snake
Venom Snake ((ヴェノム・スネーク, Venomu Sunēku), aussi connu sous le nom Punished Snake (パニッシュド・スネーク, Panishudo Sunēku) est le protagoniste de Metal Gear Solid V: The Phantom Pain. Il est le leader des Diamond Dogs, une unité de mercenaires avec Ocelot et Kazuhira Miller aux commandes. Venom Snake est doublé par Kiefer Sutherland pour la version anglaise et par Akio Ōtsuka pour la version japonaise.

## Apparition

### Metal Gear Solid V: Ground Zeroes
En 1975, Big Boss est envoyé en mission pour sauver les prisonniers Ricardo « Chico » Valenciano Libre et Paz Ortega Andrade du camp Omega à Cuba. Il est accompagné par son meilleur homme et également aide-soignant militaire, faisant partie des forces privées de Big Boss, « Militaires Sans Frontières », et l'un des rares membres à connaître la situation de Paz et Chico ainsi que la mission elle-même.
Durant le trajet retour à la Mother Base, Big Boss ordonne à l'infirmier d'examiner Paz inconsciente, alors que Chico remarque des cicatrices chirurgicales sur son abdomen. Soupçonnant qu'une bombe ait été cachée dans son ventre, l'infirmier opère immédiatement sans anesthésier. Il parvient à extraire la bombe que Big Boss jette à l'océan. De retour à la Mother Base, Big Boss et le médecin découvrent que leur base est attaquée par l'unité de soldats de Cipher : XOF. Le médecin reste à bord de l'hélicoptère pour veiller sur Paz et Chico tandis que Big Boss couvre Miller et ses hommes pour les aider à monter à bord et les sauver.
Miller se rend compte qu'ils ont été dupés, que l'inspection était une ruse pour mieux attaquer la Mother Base. Paz se réveille peu de temps après et révèle qu'il y a une seconde bombe en elle et qu'elle est sur le point d'exploser. Sans perdre de temps, elle décide alors de se sacrifier en se jetant de l'hélicoptère, la bombe explose dans les airs. Lors de l'explosion, le médecin protège Big Boss et encaisse l'impact de la déflagration avant que l'hélicoptère ne soit envoyé dans une collision avec un hélicoptère de l'unité XOF. Ce qui entraîne la mort du copilote, d'un autre soldat ainsi que de Chico.

### Metal Gear Solid V: The Phantom Pain
Big Boss et le médecin ont survécu à l'accident mais sont plongés dans un coma qui durera neuf années. Lors de son coma, le médecin est transféré dans un hôpital à Chypre où il subit une reconstruction de son visage et d'un lavage de cerveau subconscient dans le but de devenir le double mental du véritable Big Boss et d'y détourner son attention.
À son réveil, le médecin apprend par un chirurgien qu'il a subi de graves blessures avec 108 corps étrangers, comprenant des éclats de munitions, des fragments de dents et d'os humains. Il apprend également qu'il lui reste quelques éclats près du cœur et dans le crâne, et constate qu'il a perdu son avant-bras gauche et son œil droit.
Peu de temps après, l'hôpital est attaqué par l'unité XOF. Un autre patient, dénommé Ishmael, aide le médecin à s'échapper de l'hôpital, prenant la fuite via une ambulance. Lors de leur fuite, l'ambulance finit par s'écraser et au réveil du médecin, Ishmael a disparu. Le médecin est récupéré par Ocelot, qui lui donne le nom de code, Venom Snake. Ocelot accompagne Venom Snake en Afghanistan pour sauver Miller, retenu prisonnier. Ensemble, ils reconstruisent la Mother Base et engagent des nouveaux soldats pour se venger de Cipher et de l'homme qui commande cette unité, Skull Face.
Tout au long de l'histoire, des indices sur la véritable identité de Venom Snake sont progressivement révélés, à commencer par la présence d'Ishmael à l'hôpital, et plus tard sur un test ADN réalisé sur Eli, suspecté d'être un produit du projet « Les Enfants terribles », se concluant par un résultat négatif…

## Biographie
A l’hôpital de Chypre, Venom Snake se réveille après neuf ans de coma. Une fois réveillé, Ocelot lui dit qu'il doit être la légende que le monde a connu. Venom Snake est en fait Ahab, le meilleur soldat et l'un des plus dévoués de Big Boss, gravement blessé lors de l'attentat de Paz sur la Mother Base, modifié esthétiquement pour prendre l'apparence de Big Boss et servir de remplacement pendant que Jack (Big Boss) effectue ses propres plans, dans l'ombre. Il va créer, avec Ocelot et Master Miller à ses côtés, les Diamond Dogs, une milice de mercenaire extrêmement performante et n'appartenant à aucune nation. Cependant, plus tard dans le jeu, il est révélé à Ahab qu'il n'est qu'un faux, manipulé, et sa vraie identité lui est révélée. Il choisit de continuer à vivre sous sa fausse identité, en guise d'ultime acte de loyauté envers son héros. Il finira par être tué par Solid Snake.